# Czesław Madajczyk

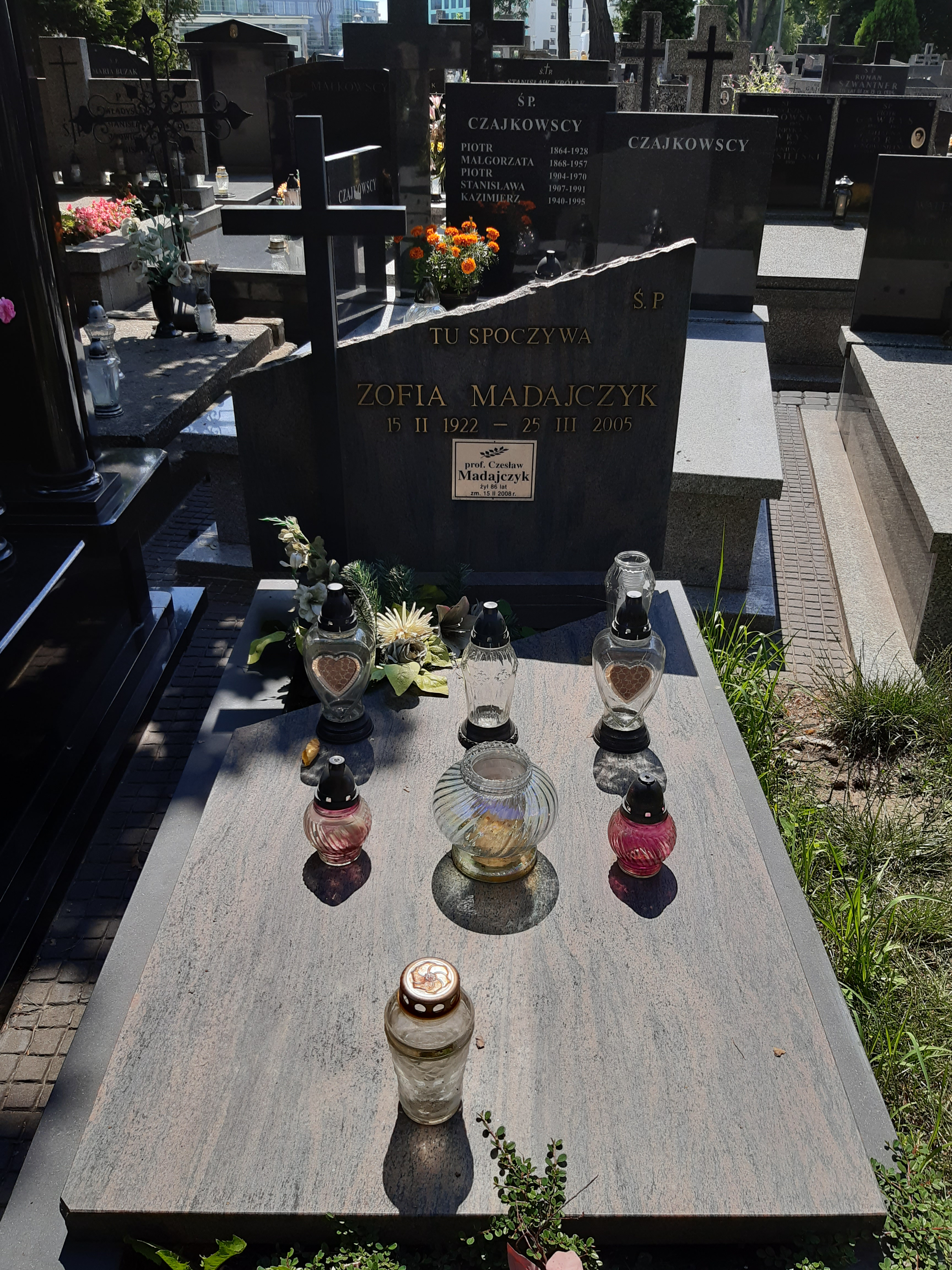
Grób Czełsława Madajczyka na cmentarzu w Wilanowie

Czesław Madajczyk (ur. 27 maja 1921 w Jarocinie, zm. 15 lutego 2008 w Warszawie) – polski historyk, polityk, nauczyciel akademicki, profesor nauk humanistycznych. Dyrektor Instytutu Historii PAN 1971–1983.

## Życiorys
W 1939 ukończył Gimnazjum Humanistyczne w Jarocinie, a w 1947 studia na Wydziale Prawa Uniwersytetu Wrocławskiego w 1949 ukończył socjologię na Uniwersytecie im. Adama Mickiewicza w Poznaniu. W 1954 uzyskał stopień naukowy kandydata nauk na podstawie pracy Burżuazyjno-obszarnicza reforma rolna w Polsce 1918–1939, obronionej w Instytucie Kształcenia Kadr Naukowych. W 1955 został docentem, w 1963 profesorem nadzwyczajnym, a w 1972 profesorem zwyczajnym.
W okresie 1954–1958 wykładał w Wyższej Szkoły Nauk Społecznych przy KC PZPR, a od 1954 do 1956 w Wojskowej Akademii Politycznej.
Od 1955 pracował w Instytucie Historii PAN w Warszawie, kierując najpierw Zakładem Historii Polski Okresu Międzywojennego, a następnie do 1991 Zakładem Historii II Wojny Światowej. W latach 1956–1962 był sekretarzem naukowym Instytutu, w latach 1962–1968 wicedyrektorem Instytutu, a od 1968 do 1971 – zastępcą sekretarza Wydziału I Nauk Społecznych Polskiej Akademii Nauk. Był współzałożycielem i w latach 1969–1996 pierwszym redaktorem naczelnym wydawanego przez IH PAN kwartalnika „Dzieje Najnowsze”.
W latach 1971–1983 sprawował funkcję dyrektora IH PAN. Od 1979 był członkiem korespondentem PAN, od 1991 członkiem rzeczywistym Akademii. Przewodniczył Komisji Historii I i II Wojny Światowej w latach 1980–1995. Był wiceprezesem Międzynarodowego Komitetu Historii II Wojny Światowej, a w latach 1982–1995 członkiem Rady Naukowej Instytutu Historii Europejskiej im. Leibniza w Moguncji. Był członkiem zespołów redakcyjnych następujących czasopism i wydawnictw ciągłych: „Kwartalnik Historyczny”, Polski Słownik Biograficzny, „Miesięcznik Literacki”, Słownik Polskich Towarzystw Naukowych, „Rocznik Nauk Politycznych”. W październiku 1981 powołany przez Plenum Komitetu Centralnego PZPR w skład Zespołu dla przygotowania naukowej syntezy dziejów polskiego ruchu robotniczego. Od czerwca 1985 był członkiem Komitetu Redakcyjnego dla opracowania "Pism zebranych" Władysława Gomułki. W latach 1986–1989 był członkiem Ogólnopolskiego Komitetu Grunwaldzkiego.
Wydał ponad 600 prac z zakresu najnowszej historii Polski i Europy. Do dziś jest autorem jedynej, cenionej także poza Polską, syntezy niemieckiej polityki okupacyjnej w Polsce w okresie II wojny światowej pt. Polityka III Rzeszy w okupowanej Polsce. Prowadził badania nad kulturą w latach wojny (Inter Arma non silent Musae. The War and the Culture 1939-1945 1939-1945). Pod jego redakcją wydany został kilkutomowy zbiór dokumentów o powstaniu warszawskim (Ludność cywilna w Powstaniu Warszawskim]. Nie straciły na znaczeniu także badania nad Generalnym Planem Wschodnim (Vom Generalplan Ost zum Generalsiedlungsplan). W 1989 wydał publikację dotyczącą zbrodni katyńskiej.
W 1948 wstąpił do Polskiej Partii Socjalistycznej, a następnie do Polskiej Zjednoczonej Partii Robotniczej. Do 1990 był członkiem polsko-radzieckiej partyjnej komisji historyków PZPR i KPZR.

## Nagrody i odznaczenia
Był odznaczony Krzyżem Kawalerskim oraz Oficerskim Orderu Odrodzenia Polski, Orderem Sztandaru Pracy II klasy oraz Medalem Sejmu PRL (1985).
Otrzymał nagrodę państwową I stopnia, nagrodę Ministerstwa Obrony Narodowej oraz nagrodę „Polityki” za książkę Polityka III Rzeszy w okupowanej Polsce.
Został wyróżniony jeszcze dwukrotnie nagrodą „Polityki” za książki Generalna Gubernia w planach hitlerowskich i Ludność cywilna w Powstaniu Warszawskim.
W 1978 otrzymał nagrodę Wojewódzkiej Rady Narodowej w Zamościu za całokształt badań nad dziejami Zamojszczyzny.
W 1979 otrzymał nagrodę „Problemów” za popularyzację wiedzy historycznej. Był także dwukrotnym laureatem Nagrody „Miesięcznika Literackiego” - w 1985 za książkę "Faszyzm i okupacja 1939-1945" (Wydawnictwo Poznańskie) oraz w 1989  za książkę "Dramat katyński" ("Książka i Wiedza").
Był laureatem zespołowych nagród: Sekretarza Naukowego PAN i Ludowej Spółdzielni Wydawniczej za wydawnictwo źródłowe: Zamojszczyzna - Sonderlaboratorium SS.

## Kontrowersje
Marek Jan Chodakiewicz i Piotr Gontarczyk zarzucają Madajczykowi w swojej książce Tajne oblicze GL-AL i PPR dyspozycyjność wobec władz komunistycznych, z czym nie zgadza się recenzentka Anna Cienciała.

## Życie prywatne
Był synem Stanisława i Heleny z domu Nicke. Z małżeństwa z Zofią Wojtasińską miał dwóch synów: profesora historii Piotra i Jacka. Mieszkał w Warszawie.

## Główne publikacje
- Burżuazyjno-obszarnicza reforma rolna w Polsce 1918–1939, Książka i Wiedza, Warszawa 1956
- Sprawa reformy rolnej w Polsce 1939–1944. Programy – taktyka, PWN, Warszawa 1961
- Generalna Gubernia w planach hitlerowskich. Studia, PWN, Warszawa 1961
- Hitlerowski terror na wsi polskiej 1939-1945. Zestawienie większych akcji represyjnych, PWN, Warszawa 1961
- Polityka III Rzeszy w okupowanej Polsce, 2 t., PWN, Warszawa 1970
  - Die Okkupationspolitik Nazideutschlands in Polen 1939–1945, Akademie-Verlag, Berlin 1987 (skrócona wersja w języku niemieckim)
- (red.) Ludność cywilna w Powstaniu Warszawskim, PIW, Warszawa 1974
- (red.) Zamojszczyzna – Sonderlaboratorium SS. Zbiór dokumentów polskich i niemieckich z okresu okupacji hitlerowskiej, 2 t., Ludowa Spółdzielnia Wydawnicza, Warszawa 1977 (wyd. II 1979)
- Kultura europejska a faszyzm. Szkice, Ossolineum, Wrocław 1979
- Dramat katyński, Książka i Wiedza, Warszawa 1980
- (red.) Inter Arma non silent Musae. Wojna i kultura 1939–1945, PIW, Warszawa 1982 (przekład polski)
- Faszyzm i okupacje 1938–1945. Wykonywanie okupacji przez państwa Osi w Europie, 2 t., Warszawa 1983
- Dramat katyński, Warszawa 1989
- (red.) Generalny Plan Wschodni. Zbiór dokumentów, IH PAN, Warszawa 1990
- Vom Generalplan Ost zum Generalsiedlungsplan, Saur, München 1994
- Klerk czy intelektualista zaangażowany? Świat polityki wobec twórców kultury i naukowców europejskich w pierwszej połowie XX wieku, Wydawnictwo Poznańskie, Poznań 1999